# 陇西公主
陇西公主（?—?），中国古代南北朝时期北魏明元帝拓跋嗣之女。
陇西公主嫁给秦武昭帝姚苌之子姚和都，姚和都去世后，隴西長公主寡居。滎陽公閭大肥之妻華陽公主此時已經去世，魏太武帝于是將隴西長公主改嫁給閭大肥。隴西長公主去世後，閭大肥再娶濩澤公主。